# MAN EM 192
MAN EM 192 – średniopodłogowy autobus miejski klasy MIDI, posiadał jeden stopień w wejściu. Stanowił etap pośredni pomiędzy autobusem MAN SM 152, który posiadał 2 stopnie w wejściu, a niskopodłogowym autobusem MAN NM 152. Był produkowany w przez krótki okres w niemieckiej fabryce MAN AG.